# Tennman Records
Tennman Records est un label musical américain fondé par le chanteur Justin Timberlake, sous forme de coentreprise avec le label Interscope Records, le 28 mai 2007.

## Description
Le nom Tennman est une référence à l'État du Tennessee, d'où Justin Timberlake est originaire. À son lancement, Timberlake recrute Ken Komisar pour présider le nouveau label. Dans ses premiers mois d'activités, Tennman Records signe les artistes Matt Morris, FreeSol, Brenda Radney et Esmee Denters.
Le label Tennman Records est à Los Angeles aux États-Unis.